# Brunetto Paltrinieri
Brunetto Paltrinieri (Mirandola, 22 dicembre 1880 – Mirandola, 24 maggio 1953) è stato un ciclista su strada italiano, che partecipò al primo Giro d'Italia.

## Carriera
Figlio di Artebano (1838-1918) e di Diomira Panzani (1845-1907).
Avvicinatosi al ciclismo negli ultimi anni dell'Ottocento, incoraggiato dalle sorelle, riuscì a vincere nel 1897 la Concordia-Mirandola-Concordia nella categoria dilettanti. Si dedicò quindi attivamente al ciclismo, fondando anche nel 1904 la "Società Ciclistica Mirandolese". Nel 1909 fu chiamato dalla Senior per partecipare al Giro d'Italia 1909 in cui, tuttavia, non si sa il risultato finale vista l'assenza dell'ordine finale. Terminò tra i primi dieci alla Milano-Modena nell'ottobre dello stesso anno.

## Piazzamenti

### Grandi giri
- Giro d'Italia

1909: ?